# L'Or des anges

L'Or des anges est un documentaire de création belge réalisé par Philippe Reypens, sorti en 1998.
Pour plus de détails, voir Fiche technique et Distribution.

## Synopsis
Ce film, à la frontière du documentaire et de la fiction, retrace l'histoire des chœurs d'enfants dans la double perspective des carrières individuelles et des différentes traditions musicales. Une histoire qui tient deux types de discours : un discours sensible qui s'attache au parcours de l'enfant depuis son admission dans le chœur jusqu'au malaise physique et psychologique qui l'en éloigne (la mue) ; un discours didactique qui relate les étapes majeures de l'histoire des maîtrises et découvre la variété des traditions.

## Fiche technique
- Titre : L'Or des anges
- Réalisation : Philippe Reypens
- Production : Roland Perault
- Coproduction : ORF, Arte, RTBF, Peter Williams Tv International
- Scénario : Philippe Reypens, Pierre Blanc
- Photographie : Michel Baudour, Christoph Czernin, Didier Hill-Derive
- Son : Philippe Dewez
- Enregistrements : Andy Bell, Jean-Michel Masquelier, Eric Wathieu
- Narrateur : Baptiste Hupin
- Société de production : King's Group
- Pays d'origine :  Belgique
- Langue originale : français
- Genre : documentaire de création
- Durée : 52 minutes

## Distribution
- Les Petits Chanteurs à la croix de bois, direction Rodolphe Pierrepont
- Wiener Sängerknaben (Les Petits Chanteurs de Vienne), direction Agnes Grossmann
- Knabenchor Hannover (Le Chœur de garçons de Hanovre), direction Heinz Hennig
- Worcester Cathedral Choir (Le Chœur de la Cathédrale de Worcester), direction Adrian Lucas
- Polskie Slowiki (Les Rossignols de Pologne), direction Wojciech A. Krolopp

## Autour du film
Le film est devenu célèbre par sa fameuse séquence du Duo des chats de Rossini tournée en noir et blanc et interprétée par deux solistes de la Manécanterie des Petits Chanteurs à la croix de bois et par la scène des auditions des choristes.

## Édition DVD
L'édition DVD contient trois films :
- L'Or des anges, Un peu de fièvre et Rejoice. Trilogie qui nous entraîne dans le monde des chœurs de garçon, révélant le parcours des jeunes chanteurs, depuis les premières auditions jusqu'au drame de la mue qui les exclut du groupe.
- Une visite au sein de cinq formations vocales de renom international qui rend compte de la variété des traditions et répertoires.
- 2004 : sortie des DVD collector Le Monde des Choristes (BQHL Éditions) et L'Or des anges (King's Group & Boomerang Pictures) comprenant : L'Or des anges, Un peu de fièvre et Rejoice, trois films de Philippe Reypens.
- 2008 : réédition du DVD collector chez BQHL Éditions sous le titre générique L'Or des anges.
- 2008 : sortie du DVD collector au Japon chez UPLINK.